# 스타브레인
스타크래프트로 대결하는 프로그램으로서 2명이 한 팀이 되어 한 명은 브레인으로 지령을 전달하고 또 다른 한 명은 전달 받은 지령을 실행으로 옮기는 플레이어 역할을 한다.

## 경기 방식
한 팀은 브레인과 플레이어 2명으로 이루어져 있다.
- 브레인 : 브레인은 플레이어의 개인화면을 보고 상황판단을 하여 플레이어에게 지령을 전달하는 역할을 한다.

- 플레이어 : 플레이어는 브레인이 전달하는 지령을 듣고 따라해야한다. 단 반드시 지령대로 플레이 할 필요는 없다.

## 역사

### 시즌 1
- 후원 : 게임빌 놈3
- 리그 기간 : 2007년 6월 4일 ~ 7월 23일
- 리그 진행방식 : 3전 2선승제로 매 경기 승리마다 100만원의 상금을 획득한다. 세번 연속으로 경기를 승리하면 자동으로 결승으로 진출하고 1라운드가 끝나도 3연승한 팀이 없다면 승률이 좋은 2팀이 1경기로 결승진출이 결정된다. 결승에서 우승하는 팀은 300만원의 상금을 획득한다.

놈3

### 시즌 2
- 후원 : 게임빌 2008 프로야구
- 리그 기간 : 2007년 10월 29일 ~ 12월 17일
- 리그 진행방식 : 3전 2선승제로 승리하는 팀이 우승하게 된다. 매치는 랜덤하게 달라진다.
- 종전까진 3전 2선승제로 브레인과 플레이어전으로 했으나,시즌2에서는 브레인과 플레이어전으로 승부가 나지 않을경우 3세트 경기를 1:1 맞대결 방식으로 진행하는걸로 바뀌었다

### 윈터 시리즈
- 리그 기간 : 2008년 1월 14일 ~ 1월 28일
- 리그 진행방식 : 팀대팀의 5전 3선승제 방식으로서 1,3,5세트는 브레인전이며 2,4세트는 개인전으로 구성되어있다. 브레인전에서 이긴 팀은 개인전의 맵을 고를 수 있으며 한 세트를 승리할 때마다 20만원의 상금이 주어지며 최종 승리팀에게는 50만원의 회식비가 주어진다.

## 출전선수

### 시즌 1
| 회차 | 방송날짜        | 브레인, 플레이어                 |
| 1회  | 2007년 6월 4일  | 차재욱, 신상문 VS 염보성, 민찬기 |
| 2회  | 2007년 6월 11일 | 염보성, 민찬기 VS 최수범, 장용석 |
| 3회  | 2007년 6월 18일 | 염보성, 민찬기 VS 박용욱, 도재욱 |
| 4회  | 2007년 6월 25일 | 이주영, 권수현 VS 나도현, 전태양 |
| 5회  | 2007년 7월 2일  | 이주영, 권수현 VS 전태규, 임원기 |
| 6회  | 2007년 7월 9일  | 신희승, 남승현 VS 오영종, 손찬웅 |
| 7회  | 2007년 7월 16일 | 오영종, 손찬웅 VS 차재욱, 신상문 |
| 결승 | 2007년 7월 23일 | 염보성, 민찬기 VS 차재욱, 신상문 |

### 시즌 2
| 회차 | 방송날짜         | 브레인, 플레이어                 |
| 1회  | 2007년 10월 29일 | 홍진호, 고강민 VS 이승훈, 김종화 |
| 2회  | 2007년 11월 5일  | 박용욱, 박대경 VS 차재욱, 신상문 |
| 3회  | 2007년 11월 12일 | 박정욱, 서지수 VS 변은종, 차명환 |
| 4회  | 2007년 11월 19일 | 박지호, 박수범 VS 한승엽, 임진묵 |
| 5회  | 2007년 11월 26일 | 오영종, 손찬웅 VS 진영수, 최연식 |
| 6회  | 2007년 12월 3일  | 팀플 최강전 이창훈 VS 신정민     |
| 7회  | 2007년 12월 10일 | 홍진호, 고강민 VS 최연성, 정명훈 |
| 8회  | 2007년 12월 17일 | 염보성, 박용운 VS 오영종, 노영훈 |

## 이벤트전

### 엄재경 VS 김태형
온게임넷 스타리그의 해설위원 엄재경과 김태형 (해설자)이 2007년 7월 9일과 10월 29일 2번에 걸쳐서 대결을 펼쳤다.
- 1차전 신개척시대 - 엄재경 승
- 2차전 타우크로스 - 엄재경 승